# Parazitológia

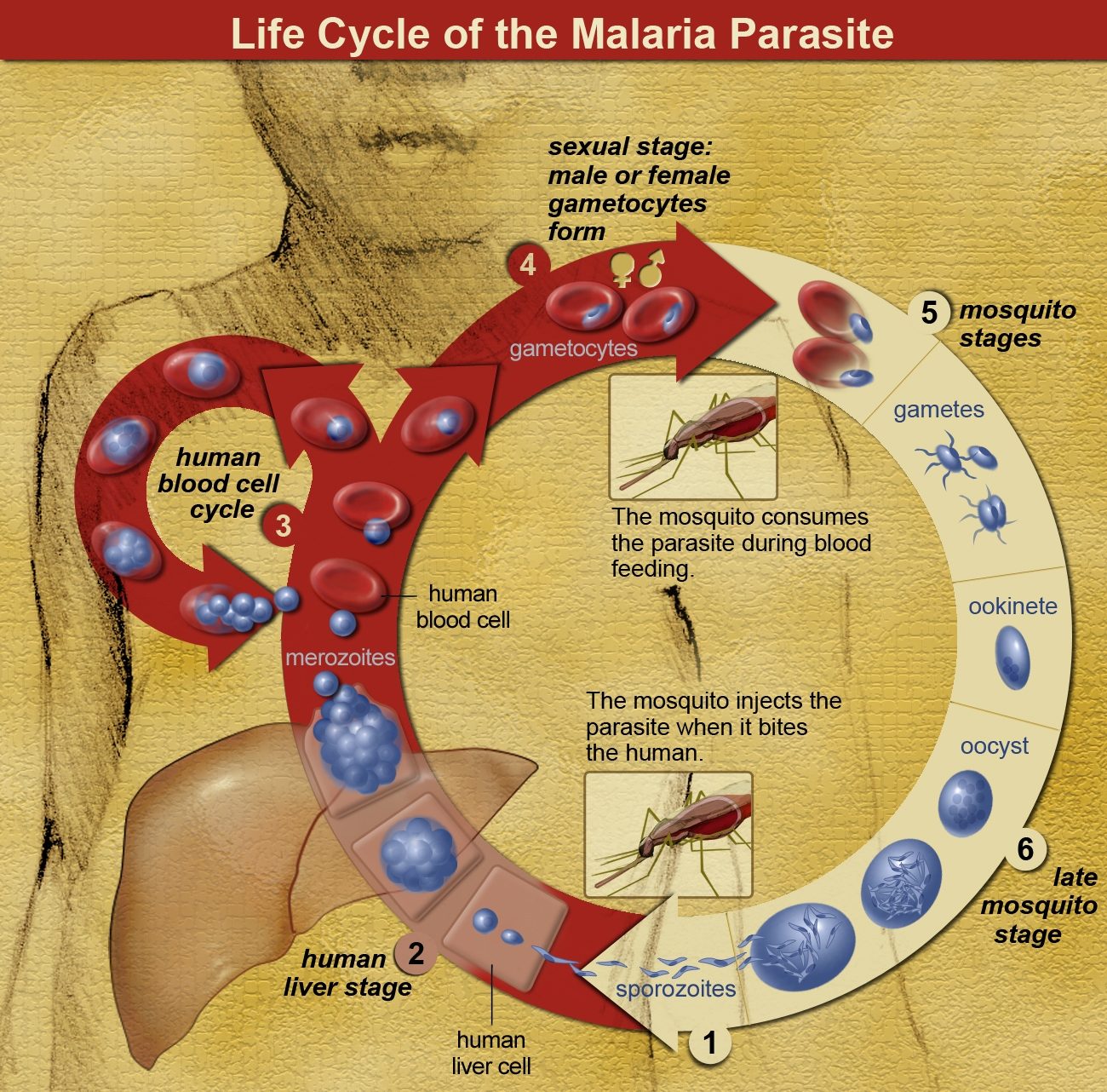
A Plasmodium fajok életciklusa

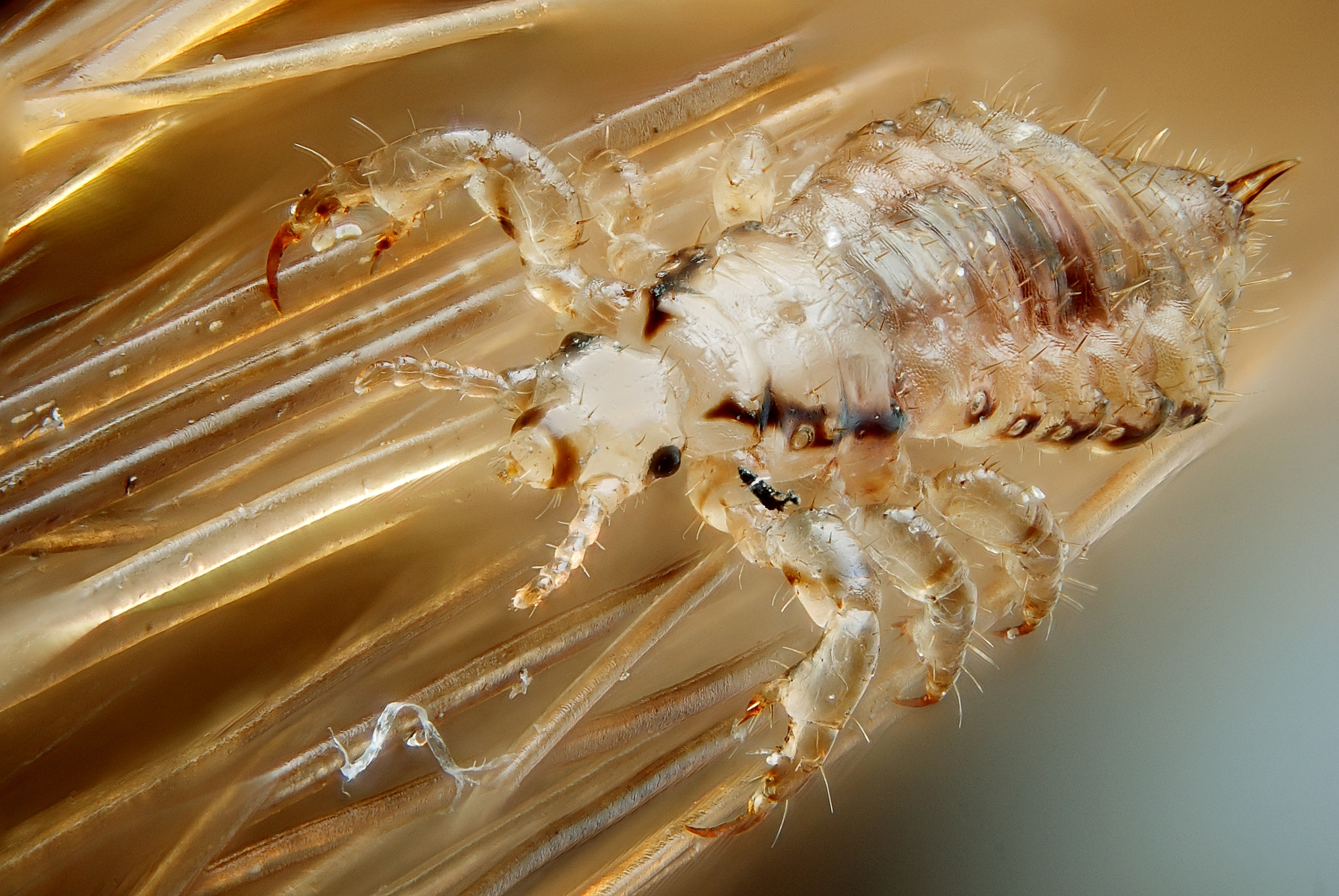
A fejtetvesség egy világszerte elterjedt gyermekkori fertőzés

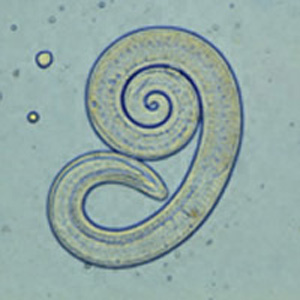
Egy "fonalócz", vagyis mai nevén trichina (Trichinella spiralis)

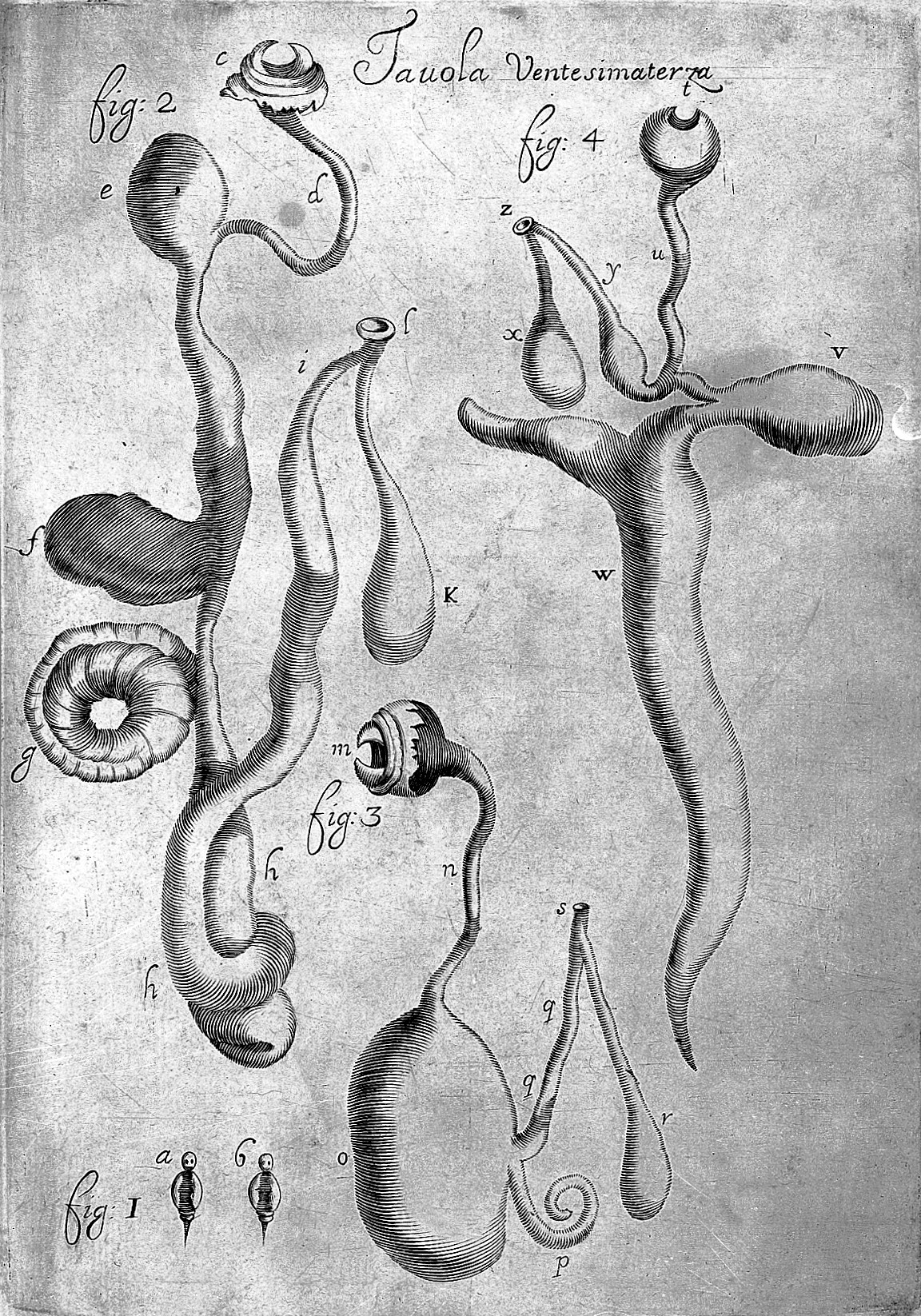
Galandféreg ábrája Francesco Redi Az élő állatokban élő állatok megfigyelése című művében (1684)

A parazitológia a természettudomány, és ezen belül a biológia azon területe, ahol a vizsgálat célja az élősködő életmódot folytató lények, a paraziták megismerése. Bár a földi élővilág jelentős hányada élősködő életmódot él, a hagyományos felfogás szerint azonban csak az állatokban és emberben élősködő eukarióta egysejtűek (pl. Plasmodium fajok, Toxoplasma gondii stb.) és állatok (pl. galandférgek, orsóférgek, tetvek, kullancsok) vizsgálata tartozik a parazitológia területére. Ebben az értelemben véve tehát az élősködő baktériumok és vírusok, vagy például a növények élősködőinek vizsgálata nem parazitológia.

## Céljai és részterületei
A korai parazitológia egyik fontos feladata a parazitás fertőzések elleni gyógyszer-hatóanyagok fejlesztése volt. A másik fontos cél a bonyolult fejlődési ciklusok feltárása volt, hiszen ezáltal azonosíthatók a fertőzési utak, és sokszor megelőzhető a fertőzés.
Az alkalmazott parazitológia hagyományosan hangsúlyos területei az orvosi parazitológia és az állatorvosi parazitológia, melyek az emberben, illetve a haszonállatokban élő parazitákkal foglalkoznak. Ma már jelentős terület a vadon élő állatok (vadászható vadfajok, természetvédelmi jelentőségű fajok) fertőzéseinek elemzése és kezelése is.
A parazita fajok molekuláris biológiája (genetika, biokémia), élettana, viselkedése, evolúciója és ökológiája a gyakorlati hasznosítás közvetlen érdeke nélkül is a biológia jelentős területei.

## Története

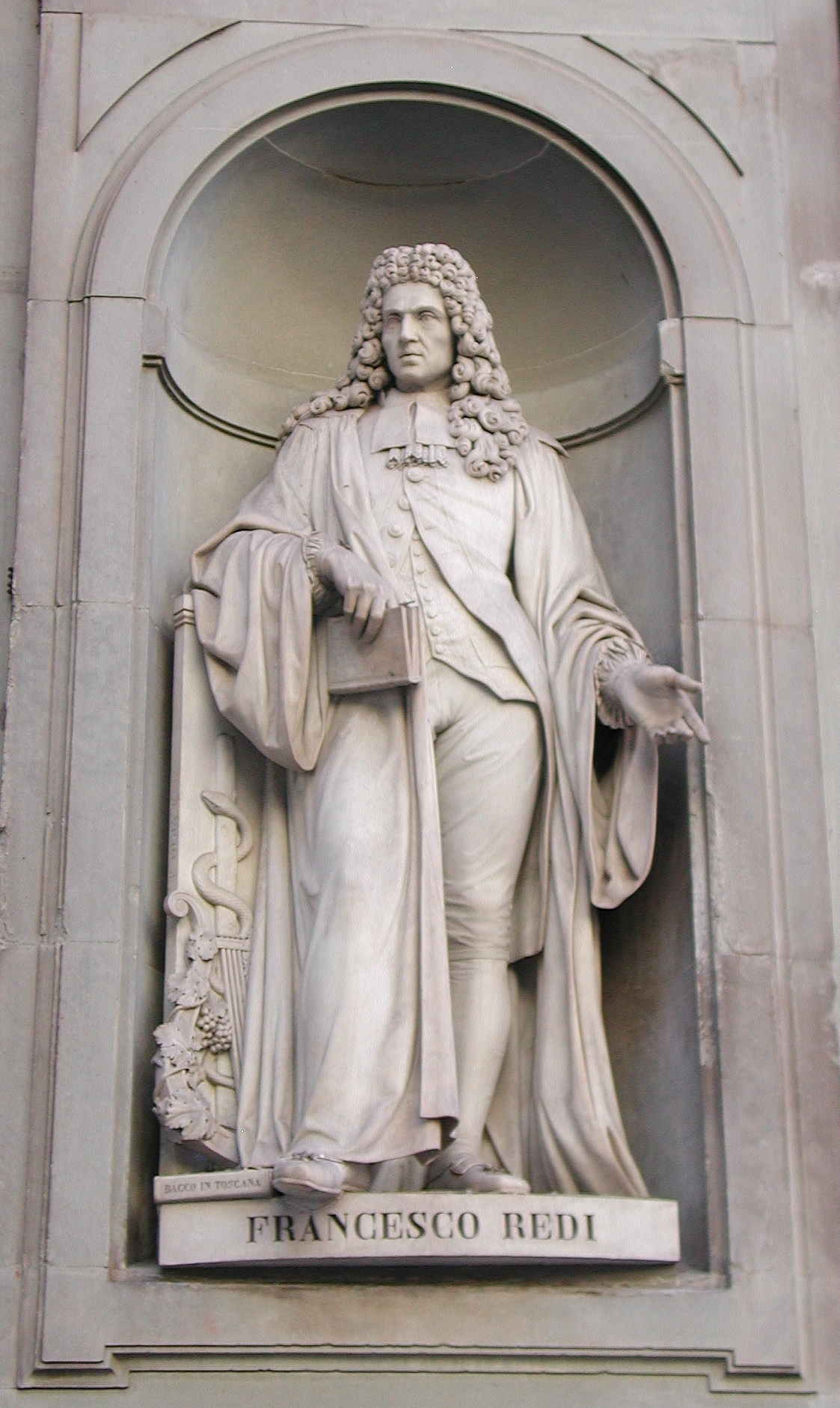
Francesco Redi szobra az Uffizi Galériában, Firenzében

Emberben élő férgeket említő egyiptomi papirusztekercsek ismertek kb. i.e. 3000 óta. Az ókori görög és római orvosok ismerték a leggyakoribb emberi élősködőket. A középkorban a perzsa Avicenna számos különböző emberi féregfertőzést ismert.
Francesco Redi Az élő állatokban élő állatok megfigyelése 
című könyvének első kiadása 1684-ben jelent meg, így ez lett a világ első kifejezetten parazitológiai tárgyú műve. Ebben közel 100 parazita fajt írt le és illusztrált. Megfigyelte, hogy a paraziták petékből fejlődnek, ami ellentmondott az akkoriban elterjedt spontán képződés elméletének. A mikrobiológia (egyik) alapítójaként tisztelt Antonie van Leeuwenhoek 1681-ben fedezte fel a Giardia lamblia nevű fajt, így ez lett az első ismert egysejtű élősködő.
James Annersley 1828 írta le az amőbiázist, mint a belek és a máj fertőző betegségét, habár a kórokozót, az Entamoeba histolytica nevű amőbát csak 1873-ban azonosította Friedrich Lösch. James Paget 1835-ben fedezte fel a Trichinella spiralist, mint emberi kórokozót. Patrick Manson felismerte, hogy a malária kórokozóját, a Plasmodiumot, valószínűleg szúnyogok terjesztik, és meggyőzte Ronald Rosst, hogy e kérdést kutassa. Ross bizonyította Manson elgondolásának helyességét 1897–98 során. Vele egyidőben Giovanni Battista Grassi és társai azonosították a Plasmodium sp. fejlődési alakjait Anopheles spp. szúnyogokban. Ezért sokan ellentmodásosnak tartották, hogy 1902-ben a Nobel Bizottság Ross munkáját díjazta, de Grassiét nem.
A történelem második orvostudományi Nobel-díját tehát Ronald Ross kapta az emberi maláriát okozó Plasmodium-fajok életciklusának felfedezéséért. 2015-ben szintén parazitológusok kapták a díjat, William C. Campbell és Ómura Szatosi egy fonálférgek elleni, illetve Tu Ju-ju egy malária elleni gyógyszer-hatóanyag felfedezéséért.

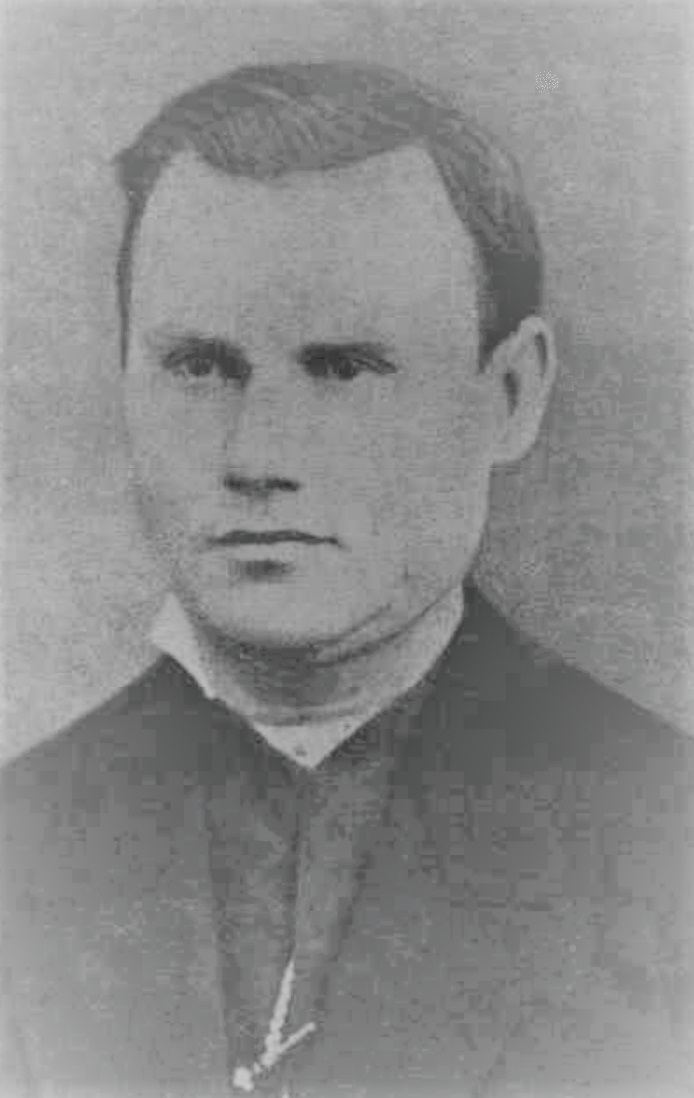
Pachinger Alajos

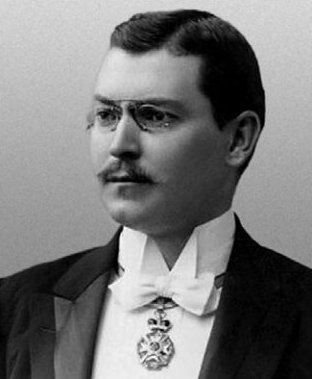
Rátz István

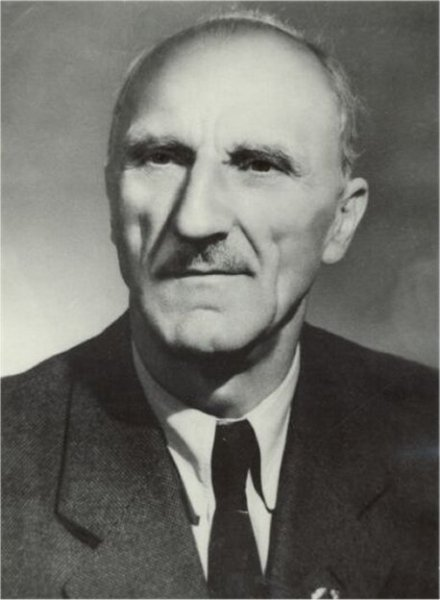
Kotlán Sándor

## A magyar parazitológia kezdetei
A magyar parazitológia első jelentős alakja Genersich Antal (1842–1918), aki a pontenciálisan halálos emberi féreg-fertőzést, a "fonalóczkórt", mai nevén a trichinellózist tanulmányozta. Pályakezdő orvosként 1868-ban fedezte fel a kórokozó és a betegség hazai előfordulását, valamint fertőzési kísérleteket végzett laborállatokkal. Később sok más orvosi területen is jelentős eredményeket ért el, pl. a brit Lancet-ben publikálta a kolera gyógyításával kapcsolatos vizsgálatait. Akadémikussá választották, majd ellátta a kolozsvári Magyar Királyi Ferenc József Tudományegyetem rektori teendőit. 
A paraziták természettudományos vizsgálatának első hazai képviselője Pachinger Alajos (1846-1913) piarista szerzetes volt. Ő 1883-ban nyert doktori címet Kolozsváron, egy mételyfaj (a békákban élő Gorgodera cygnoides) anatómiájának feltárásáért. Majd egyetemi magántanár és főgymnasiumi rendes tanár kinevezést kapott (1885-86), és számos tanulmányt publikált magyar és német szaklapokban az élősködő egysejtűek és férgek természetrajzáról és testfelépítéséről. Élete során számos piarista gimnáziumban tanított. Gyorsírás oktatóként és jeles alpinistaként is ismert.
A magyar állatorvosi parazitológia alapítója Rátz István (1860-1917) orvos, állatorvosi főiskolai tanár, az MTA levelező tagja volt. Számos tanulmányt publikált pl. mételyekről, galandférgekről és féregatkákról. Az 1880-as évek közepén hazánkban elsőként kezdett "parazitológia" címen egyetemi tantárgyat oktatni az állatorvos-képzésben és az orvos-képzésben egyaránt, 1915-től már az állati parazitológia egyetemi magántanára. Az Állatorvosi Főiskolán halála után pár évvel, 1921-től Kotlán Sándor (1887-1967) vette át a tantárgy oktatását. Ő később egyetemi tanári kinevezést kapott és parazitológiai tanszéket alapított "Általános Állattani és Parazitológiai Tanszék" néven, Kossuth-díjat nyert és akadémikussá választották. Tanszéke ma is működik az Állatorvostudományi Egyetemen.

### Magyar Parazitológusok Társasága
A tudományterület művelésének és oktatásának elősegítésére, valamint a nemzetközi kapcsolatok ápolására 1963-ban Kotlán Sándor elnökletével alakult meg a Magyar Parazitológusok Társasága. A társaság az MTA Agrártudományok Osztályának szakmai felügyelete alatt működik, és jelenleg mintegy 130 tagot számlál.

### Helyzete a magyar felsőoktatásban
A magyar nyelvű felsőoktatásban önálló tantárgyként oktatják a Állatorvostudományi Egyetemen és a Babeș–Bolyai Tudományegyetemen. Az ELTE TTK Mikrobiológia Tanszékén zajló mikrobiológus szakirányú továbbképzésben szintén önálló tantárgyként szerepel, BSc és MSc szinten egyaránt. A "Parazita evolúció és ökológia" az ELTE Biológia Doktori Iskola hallgatói számára felvehető tantárgy. Sok más egyetemen nem külön tantárgyként, hanem pl. a biológus képzés állatrendszertan, vagy az orvosi képzés mikrobiológia tantárgyainak keretén belül oktatnak parazitológiai ismereteket is.

### Hazai intézmények
Az egyetemi tanszékeken kívül jelentősebb hazai kutatóhelyek az MTA Agrártudományi Kutatóközpontjának Állatorvos-tudományi Intézete (ezen belül: Halkórtan és parazitológia témacsoport Archiválva 2018. március 4-i dátummal a Wayback Machine-ben, Halparazitológia témacsoport Archiválva 2018. március 3-i dátummal a Wayback Machine-ben), valamint a Magyar Természettudományi Múzeum Állattárának Parazitológiai Gyűjteménye Archiválva 2018. március 3-i dátummal a Wayback Machine-ben. A humán orvosi belső és külső élősködők felelős intézménye az Országos Epidemiológiai Központ Parazitológiai Osztálya és Dezinszekciós és Deratizációs Osztálya. Az állatorvosi szempontból jelentős parazitás fertőzések és járványok felelős szerve a Nemzeti Élelmiszerlánc-biztonsági Hivatal Állat-egészségügyi Diagnosztikai Igazgatóságának Parazitológiai, Hal- és Méhbetegségek Laboratóriuma Archiválva 2018. március 17-i dátummal a Wayback Machine-ben. Parazitológiai részleg működik a Szegedi Tudományegyetem Szent-Györgyi Albert Klinikai Központjának Klinikai Mikrobiológiai Diagnosztikai Intézetében.

### Neves magyar parazitológusok
- Láng Adolf Ferenc (1795–1863)
- Pachinger Alajos (1846–1913)
- Rátz István (1860–1917)
- Scherffel Aladár (1865–1939)
- Jancsó Miklós (1868–1930)
- Kotlán Sándor (1887–1967)
- Balogh Ernő (1890–1964)
- Manninger Rezső (1890–1970)
- Lőrincz Ferenc (1898–1986)
- Vitéz István (1900–1981)
- Széky Antal (1904–1982)
- Őrösi Pál Zoltán (1904–1986)
- Boér László (1907–1972)
- Pellérdy László (1907–1974)
- Véghelyi Péter (1908–1986)
- Zsigmond László (1910–1969)
- Zoltai Nándor (1911–1982)
- Reichart Gábor (1917–1979)
- Babos Sándor (1919–1974)
- Versényi László (1921–1982)
- Farkas Károly (1936–1986)

A lista forrása: Magyar életrajzi lexikon I–IV. Főszerk. Kenyeres Ágnes. Budapest: Akadémiai.  1967–1994.

## Fontosabb nemzetközi szakfolyóiratok
1908-ban alapították a világ első parazitológiai szakfolyóiratát, a brit Parasitology-t, majd 1914-ben az amerikai Journal of Parasitology-t. Ezek azóta is folyamatosan működnek, és mellettük további sok más szakfolyóirat is megjelent.
- Acta Parasitologica
- Advances in Parasitology
- Experimental Parasitology
- Folia Parasitologica
- International Journal for Parasitology
- International Journal for Parasitology: Drugs and Drug Resistance
- International Journal for Parasitology: Parasites and Wildlife
- Journal of Parasitology
- Molecular and Biochemical Parasitology
- Parasite
- Parasite Immunology
- Parasites & Vectors
- Parasitology
- Parasitology International
- Parasitology Research
- Паразитология
- Systematic Parasitology
- Trends in Parasitology
- Veterinary Parasitology

Ezek mellett jelentős hazai szakfolyóirat volt a 
- Parasitologia Hungarica,

melyet szerkesztőként legfőképp Murai Éva (1972-98 között), továbbá Kassai Tibor (1968-69, 1973-77), Holló Ferenc (1970-72), és Gubányi András (1994-98) gondozott.

## Angol nyelvű tankönyvek
- Goater TM, Goater CP, Esch GW 2013. Parasitism: the diversity and ecology of animal parasites. (2nd ed.) Cambridge University Press, UK.
- Kassai T 1999. Veterinary helminthology (3rd edition). Butterworth-Heinemann, UK.
- Leventhal R, Cheadle RF 2018. Medical parasitology: A self-instructional text (6th ed.). F. A. Davis Company, USA.
- Poulin R 2011. Evolutionary ecology of parasites. Princeton University Press, USA.
- Rohre K 2005. Marine parasitology. CSIRO Publishing, Australia.
- Wall R, Shearer D 1997. Veterinary entomology: arthropod ectoparasites of veterinary importance. Champan and Hall, UK.

## Hazai tankönyvek
- Béládi I, Kétyi I, Nász I, Váczi L 1983. Orvosi mikrobiológia, immunitástan, parazitológia. Medicina, Budapest
- Kassai T 2003, 2011. Helmintológia: az állatok és az ember féregélősködők okozta bántalmai. Medicina, Budapest
- Kotlán S, Kobulej T. 1972. Parazitológia. Mezőgazdasági Könyvkiadó. p. 503.
- Nemeséri L, Holló F 1957, 1961, 1972. Állatorvosi parazitológiai diagnosztika. Mezőgazdasági Kiadó, Budapest
- Rózsa L 2005. Élősködés: az állati és emberi fejlődés motorja. Medicina, Budapest